# Carlos Andrés Muñoz
Carlos Andrés Muñoz (Bogotá, Colombia, 2 de enero de 1992) es un piloto colombiano de automovilismo. Actualmente compite en la categoría IndyCar Series. En 2013, fue tercero en Indy Lights y compitió en las 500 millas de Indianápolis, obteniendo un segundo puesto en la clasificación y convirtiéndose en el piloto más joven de la historia en terminar en el top 3 de dicha prueba con un segundo puesto.

## Biografía
Su afición por los carros empezó a la edad de 8 años. Llegó a apasionarse por este deporte cuando a su padre le dan en forma de pago un kart, era tan grande que sus pies no llegaban a los pedales y la silla lo duplicaba en tamaño. “Me quede con las ganas de montar algún kart” afirma Carlos Andrés. A los pocos días su padre lo sorprende al hacer una escuela de Karts en Cajicá lo cual se sentó de maravilla y empezó a competir regionalmente.
Vivió hasta los 14 años en Colombia y luego se radicó en Valencia (España) para seguir con su carrera deportiva en el karting en Italia. Estudió en el francés al igual que en Bogotá y vivió por esa época con su entrenador, prácticamente dos años. A los 16 parte para Inglaterra para aprender inglés, que en este deporte es muy importante, terminando allí sus estudios. A partir de este momento se da un año sabático para concentrarse en su carrera deportiva al cien por ciento.
En 2010, Muñoz pasó a competir en la Fórmula 3 Euroseries de la mano de Mücke Motorsport. Con 19 años, el bogotano fichó por el equipo francés Signature para repetir en el calendario de la Fórmula 3 Euroseries y el Trofeo Internacional de Fórmula 3. Sin embargo, no pudo obtener grandes resultados, por lo que se planteó su futuro como piloto, llegando incluso a pensar en la retirada.
Sus competidores más cercanos son el piloto español Roberto Merhi y su compatriota Carlos Huertas.
Indy Lights
En 2012, regresó a América para competir en la Indy Lights con Andretti Autosport. Ganó dos carreras y logró otros 3 podios, terminando 5º en el campeonato. El piloto continuó en dicha categoría en 2013, donde resultó cuarto en las 100 Millas de Indianápolis a 0,0443 segundos del ganador. Terminó 3º en la Indy Lights cuando parecía favorito para ganar el título debido a una recta final del campeonato algo desafortunada.
IndyCar
Por otra parte, clasificó segundo para las 500 millas de Indianápolis en su debut en la IndyCar Series, también para Andretti; y terminó la carrera en el mismo lugar a pesar de ser su debut en la máxima categoría. Posteriormente fue llamado para sustituir a Ryan Briscoe en Panther Racing en la carrera de Toronto. En la última cita tuvo que reemplazar a Ernesto José Viso, aquejado de gripe.
El 18 de noviembre de 2013, se anunció que competiría a tiempo completo en la IndyCar con Andretti Autosport en 2014. No logró un buen rendimiento en la cita inaugural (San Petersburgo), en la que terminó 17º, pero sorprendió en Long Beach al ser 3º y conseguir así su segundo podio en la IndyCar. Tras dos abandonos consecutivos, volvió a brillar en las 500 millas de Indy, donde se quedó a las puertas de otro podio, ya que fue cuarto. En Houston y Pocono volvió a subirse al cajón, ocupando el 3º lugar, y llegó cuarto en Mid-Ohio. Finalmente concluyó la temporada con esos 3 podios y un total de ocho top 10 que le sitúan en octavo puesto y le valieron el premio a Novato del Año, siendo confirmado por el equipo para 2015.

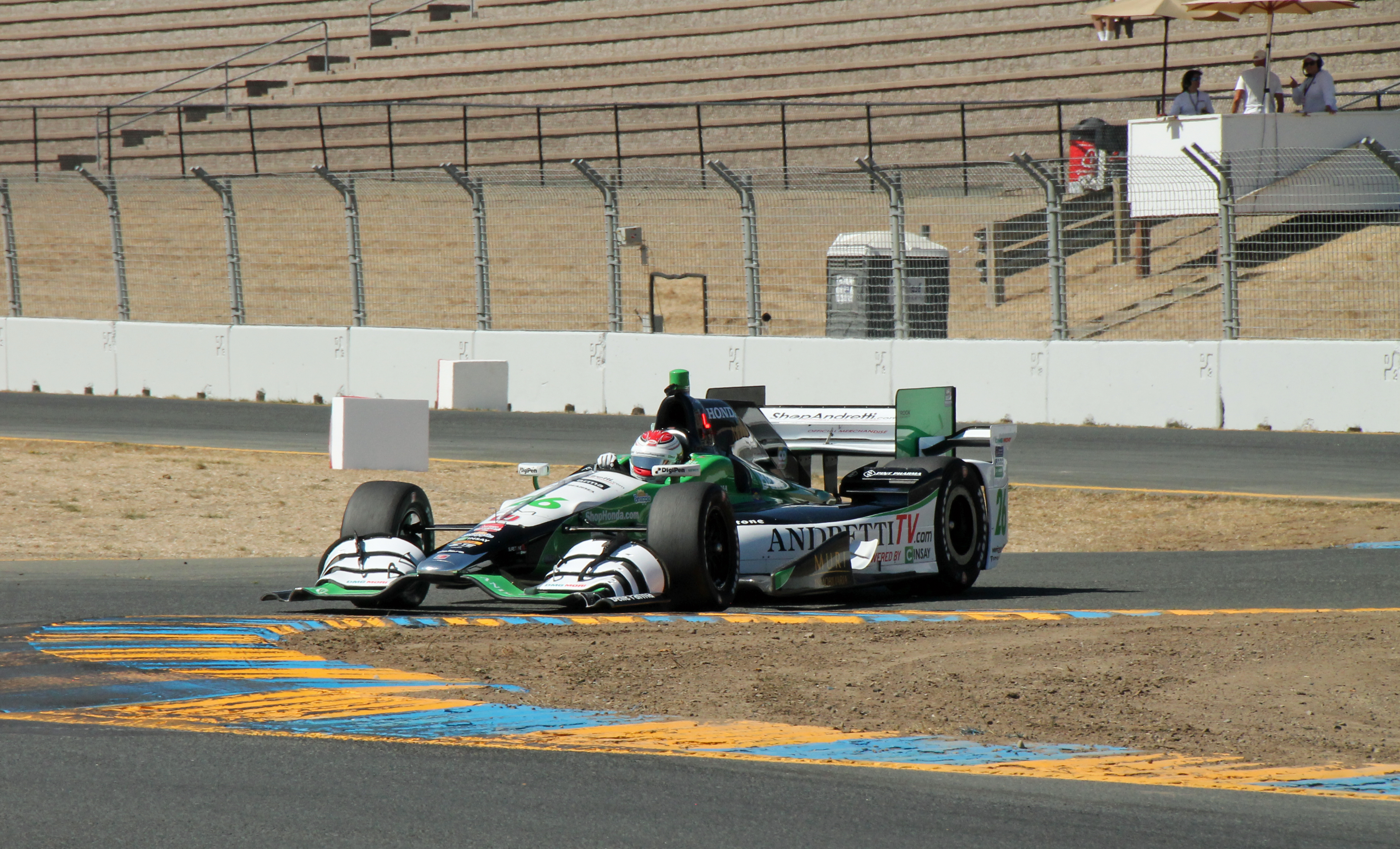
Muñoz en 2015.

En 2015, Muñoz tuvo un mal comienzo de temporada, padeciendo la inferioridad de prestaciones de los equipos que usaban la carrocería Honda frente a los equipados con Chevrolet. No obstante, el 30 de mayo de 2015, logró su primera victoria en la categoría en una carrera con la pista mojada en Detroit, convirtiéndose así en el cuarto piloto de su país que gana una ronda de la IndyCar. Al día siguiente, en la segunda carrera del fin de semana, abandonó por problemas de motor. Además resultó quinto en los óvalos de Iowa y Pocono, y sexto en el óvalo de Texas y el autódromo de Barber. De esta manera, acabó 13º en el campeonato de pilotos y renovó con el equipo por otro año.
En 2016, Muñoz consiguió su segundo podio en sus 4 participaciones en las 500 millas de Indianápolis, terminando 2º, solo por detrás de Alexander Rossi. Volvió a subir al cajón al finalizar 3º en Mid-Ohio, obtuvo su primera pole position en la categoría en Texas y acabó el campeonato como 10º clasificado, siendo el mejor piloto de Andretti y quedándose a un solo punto del 8º lugar de la general.
Para la temporada 2017, Muñoz intercambió asientos con Takuma Satō, de modo que el colombiano pasó a A.J. Foyt Racing. Obtuvo seis llegadas en los diez primeros, acabando 16º en el campeonato.
En 2018, Muñoz se quedó fuera del equipo Foyt y no compitió a tiempo completo en la IndyCar. Participó en las 500 millas de Indianápolis con Andretti Autosport, finalizando 7º; y disputó las 2 últimas carreras de la temporada, reemplazando a Robert Wickens en SPM.

## Resultados

### F3 Euroseries
| Año  | Equipo           | LEC | LEC | HOC1 | HOC1 | VAL | VAL | NOR | NOR | NÜR | NÜR | ZAN | ZAN | BRH | BRH | OSC | OSC | HOC2 | HOC2 | Pos. | Puntos |
| ---- | ---------------- | --- | --- | ---- | ---- | --- | --- | --- | --- | --- | --- | --- | --- | --- | --- | --- | --- | ---- | ---- | ---- | ------ |
| 2010 | Mücke Motorsport | Ret | 12  | 14   | Ret  | 10  | Ret | 6   | 9   | 14  | 9   | 6   | 4   | 7   | 2   | 8   | 10  | 11   | 6    | 9.º  | 18     |

| Año  | Escudería      | LEC | LEC | LEC | HOC | HOC | HOC | ZAN | ZAN | ZAN | RBR | RBR | RBR | NOR | NOR | NOR | NÜR | NÜR | NÜR | SIL | SIL | SIL | VAL | VAL | VAL | HOC | HOC | HOC | Pos. | Puntos |
| ---- | -------------- | --- | --- | --- | --- | --- | --- | --- | --- | --- | --- | --- | --- | --- | --- | --- | --- | --- | --- | --- | --- | --- | --- | --- | --- | --- | --- | --- | ---- | ------ |
| 2011 | Signature Team | 6   | 5   | 7   | 8   | 2   | 9   | 6   | 12  | 8   | 10  | 9   | 5   | 9   | Ret | 13  | 9   | 8   | 8   | 10  | 11  | 3   | 5   | 7   | 10  | 8   | 14  | Ret | 8.º  | 105    |

### Indy Lights
(Clave) (negrita indica pole position) (cursiva indica vuelta rápida)

| Año  | Equipo             | 1      | 2      | 3     | 4      | 5     | 6     | 7     | 8      | 9     | 10    | 11     | 12    | Pos. | Puntos |
| ---- | ------------------ | ------ | ------ | ----- | ------ | ----- | ----- | ----- | ------ | ----- | ----- | ------ | ----- | ---- | ------ |
| 2012 | Andretti Autosport | STP 14 | ALA 14 | LBH 5 | INDY 2 | DET 2 | MIL 5 | IOW 7 | TOR 10 | EDM 1 | TRO 3 | BAL 11 | FON 1 | 5.°  | 377    |
| 2013 | Andretti Autosport | STP 7  | ALA 1  | LBH 1 | INDY 4 | MIL 2 | IOW 8 | POC 1 | TOR 4  | MDO 4 | BAL 9 | HOU 12 | FON 1 | 3.°  | 441    |

### IndyCar Series
(Clave) (negrita indica pole position) (cursiva indica vuelta rápida)

| Año     | Equipo                       | Motor     | 1      | 2      | 3      | 4      | 5      | 6       | 7      | 8      | 9      | 10     | 11     | 12     | 13     | 14     | 15     | 16     | 17     | 18    | 19     | Pos. | Puntos |
| ------- | ---------------------------- | --------- | ------ | ------ | ------ | ------ | ------ | ------- | ------ | ------ | ------ | ------ | ------ | ------ | ------ | ------ | ------ | ------ | ------ | ----- | ------ | ---- | ------ |
| 2013    | Andretti Autosport           | Chevrolet | STP    | ALA    | LBH    | SAO    | INDY 2 | DET     | DET    | TXS    | MIL    | IOW    | POC    | TOR    |        | MDO    | SNM    | BAL    | HOU    | HOU   | FON 23 | 28.º | 74     |
| 2013    | Panther Racing               | Chevrolet |        |        |        |        |        |         |        |        |        |        |        |        | TOR 17 |        |        |        |        |       |        | 28.º | 74     |
| 2014    | Andretti Autosport           | Honda     | STP 17 | LBH 3  | ALA 23 | IMS 23 | INDY 4 | DET 7   | DET 8  | TXS 13 | HOU 3  | HOU 22 | POC 3  | IOW 12 | TOR 17 | TOR 17 | MDO 4  | MIL 22 | SNM 19 | FON 8 |        | 8.º  | 483    |
| 2015    | Andretti Autosport           | Honda     | STP 14 | LOU 12 | LBH 9  | ALA 6  | IMS 13 | INDY 20 | DET 1  | DET 23 | TXS 6  | TOR 22 | FON 12 | MIL 15 | IOW 5  | MDO 9  | POC 5  | SNM 22 |        |       |        | 13.º | 349    |
| 2016    | Andretti Autosport           | Honda     | STP 8  | PHO 22 | LBH 12 | ALA 14 | IMS 12 | INDY 2  | DET 6  | DET 15 | ROA 10 | IOW 12 | TOR 17 | MDO 3  | POC 7  | TXS 7  | WGL 11 | SNM 15 |        |       |        | 10.º | 432    |
| 2017    | AJ Foyt                      | Chevrolet | STP 21 | LBH 7  | ALA 17 | PHO 10 | IMS 15 | INDY 10 | DET 14 | DET 11 | TXS 18 | ROA 11 | IOW 20 | TOR 16 | MDO 18 | POC 10 | GAT 9  | WGL 10 | SNM 15 |       |        | 16.º | 328    |
| 2018    | Andretti Autosport           | Honda     | STP    | PHO    | LBH    | ALA    | IMS    | INDY 7  | DET    | DET    | TXS    | ROA    | IOW    | TOR    | MDO    | POC    | GAT    |        |        |       |        | 25.º | 95     |
| 2018    | Schmidt Peterson Motorsports | Honda     |        |        |        |        |        |         |        |        |        |        |        |        |        |        |        | POR 12 | SNM 18 |       |        | 25.º | 95     |
| Fuente: |                              |           |        |        |        |        |        |         |        |        |        |        |        |        |        |        |        |        |        |       |        |      |        |

#### 500 Millas de Indianápolis
| Año  | Chasis  | Motor     | Inicia | Finaliza | Equipo                 |
| ---- | ------- | --------- | ------ | -------- | ---------------------- |
| 2013 | Dallara | Chevrolet | 2      | 2        | Andretti Autosport     |
| 2014 | Dallara | Honda     | 7      | 4        | Andretti Autosport     |
| 2015 | Dallara | Honda     | 11     | 20       | Andretti Autosport     |
| 2016 | Dallara | Honda     | 5      | 2        | Andretti Autosport     |
| 2017 | Dallara | Honda     | 24     | 10       | A. J. Foyt Enterprises |
| 2018 | Dallara | Honda     | 21     | 7        | Andretti Autosport     |